# 日独協会
公益財団法人日独協会（にちどくきょうかい）は、1952年7月22日に創立された東京都における日独親睦団体。ドイツ関連講演会、ドイツ語教室、集まりなどの開催、機関紙「Die Brücke」の発行などの活動を展開。
日独交流150周年となった、2011年には日本全国で、ドイツで広く親しまれている菩提樹の植樹に協力した。

## 歴代会長
- 武者小路公共（1952年7月-1955年）元駐ドイツ大使
- 高橋龍太郎（1955年4月-1965年）日本商工会議所会頭
- 三井高陽（1965年7月-1984年）三井船舶社長
- 上田常光（1984年5月-1987年）元駐ドイツ大使
- 丸田芳郎（1987年3月-1995年）花王社長
- 樋口廣太郎（1995年4月-2003年）アサヒビール取締役会長、経団連副会長
- 古森重隆（2003年6月-）富士フイルムホールディングス取締役社長

肩書きは就任時。

## 会員数
- 法人会員:84社
- 個人会員:900名（2008年現在）

## 事務局
- 〒 160-0016
- 東京都新宿区信濃町18番地 マヤ信濃町2番館